# Astyochia vaporaria
Astyochia vaporaria là một loài bướm đêm trong họ Geometridae.